# Schaghticoke (villa)
Schaghticoke es una villa ubicada en el condado de Rensselaer en el estado estadounidense de Nueva York. En el año 2000 tenía una población de 676 habitantes y una densidad poblacional de 353.8 personas por km².

## Geografía
Schaghticoke se encuentra ubicada en las coordenadas 42°53′58″N 73°35′10″O / 42.89944, -73.58611.

## Demografía
Según la Oficina del Censo en 2000 los ingresos medios por hogar en la localidad eran de $37,417, y los ingresos medios por familia eran $44,432. Los hombres tenían unos ingresos medios de $36,510 frente a los $26,667 para las mujeres. La renta per cápita para la localidad era de $17,734. Alrededor del 8.3% de la población estaban por debajo del umbral de pobreza.